# Bràcars
Els bràcars o galaics bràcars (llatí: Bracari o Gallaeci/Callaeci Bracari) eren els pobles celtes que habitaven la part sud de la província romana de Gal·lècia (Gallaecia).
Els bràcars van rebre el seu nom de la seva ciutat principal, Bracara Augusta (Braga) i vivien entre el Duero i el Miño al sud dels lucenses. Braga fou capçalera d'un convent jurídic.
Plini el Vell esmenta com a subtribus dels bràcars als bibali, coelerini, hequaesi, limici i querquerni i Claudi Ptolemeu als turodi, nemetatae, coelerini, bibali, limici (al riu Limia), luanci, gruii o gravii o grovii, quacerni, lubaeni i narbasi.